# Pseudopaludicola canga
Espèce
Statut de conservation UICN

 DD  : Données insuffisantes
Pseudopaludicola canga est une espèce d'amphibiens de la famille des Leptodactylidae.

## Répartition
Cette espèce est endémique de l'État du Pará au Brésil. Elle se rencontre à 700 m d'altitude dans la Serra dos Carajás,.

## Publication originale
- Giaretta & Kokubum, 2003 : A new species of Pseudopaludicola (Anura, Leptodactylidae) from northern Brazil. Zootaxa, vol. 383, p. 1-8.